# LTS Garðbær Studios
LTS Garðbær Studios (também conhecido como LazyTown Entertainment) é um estúdio anteriormente localizado em Garðabær, Islândia, que sucedeu o Lazy Shows (fundado em 1992). As produções do estúdio incluíram a série de televisão LazyTown. O estúdio foi fundado em 2002 por Magnús Scheving, Guðmundur Þór Kárason, Raymond P. Le Gué e Ragnheiður Melsteð. Em 2011, a Turner Broadcasting System adquiriu a LTS e em 2014 a Turner mudou o estúdio para o Reino Unido. O LTS é proprietário do Wit Puppets e do estúdio criativo da Le Gué Enterprises BV.
A partir de 2022, os direitos da marca LazyTown são de propriedade da Warner Bros. Discovery.

## Produções

### Lazy Shows
- Afram Latibær! (1996)
- Glanni Glæpur Í Latibæ (1999)

### Wit
- Glanni Glæpur Í Latibæ (1999)
- Comerciais antigos de Latibær (início dos anos 2000)
- LazyTown (2004-2014)
- LazyTown Extra (2008)

### Lazy Town Entertainment
- LazyTown (2004-2014)
- LazyTown Extra (2008)

### LTS
- Sprout's Super Sproutlet Show (2012)